# Geografia da Oceania

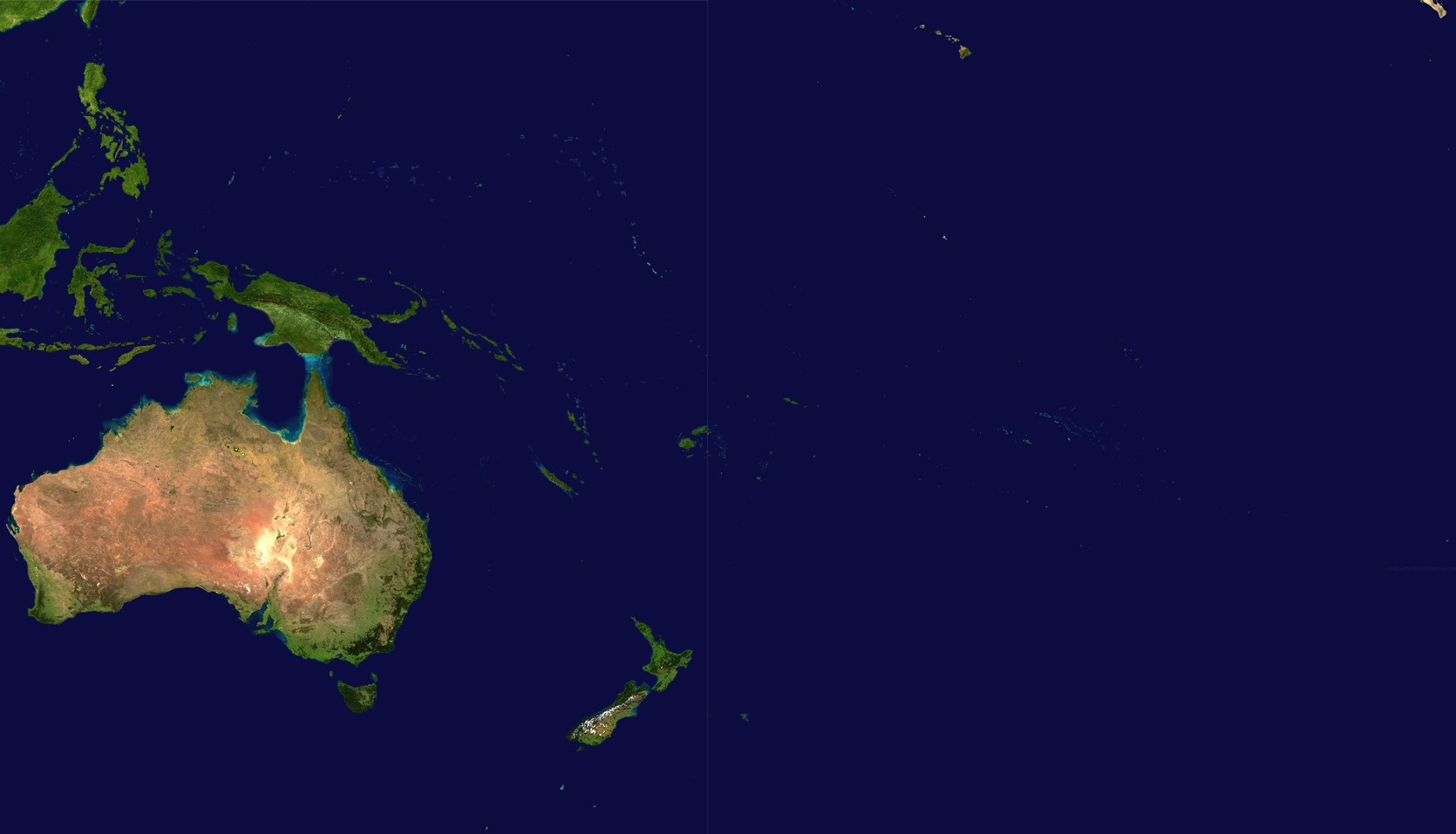
Oceania.

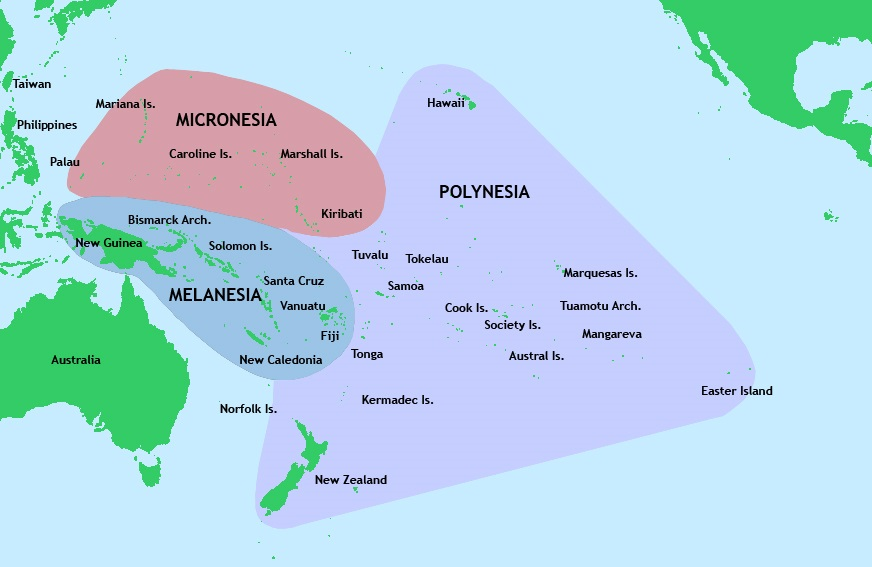
Além da Australásia, a Oceania inclui a Melanésia, a Micronésia e a Polinésia.

A geografia da Oceania é caracterizada pela presença de uma grande massa continental ocupada pela Austrália, pelas grandes ilhas da Nova Guiné, do arquipélago da Nova Zelândia (Ilha Norte e Ilha Sul) e Tasmânia e pela fragmentação territorial em milhares de pequenas ilhas banhadas pelo oceano Pacífico, maioritariamente atóis, alguns deles de origem vulcânica.
Com área de 9 008 458 km2 e 32 000 000 habitantes, a Oceania é o menor e menos povoado dos continentes, à exceção da Antártida. Tem 16 países independentes e 15 dependências, colónias ou territórios de soberania especial. 

## Regiões
A Oceania pode ser dividida em quatro grandes regiões, sendo elas:
- a Austrália, que inclui a Austrália e a Nova Zelândia;[2]
- a Melanésia, que reúne a Nova Guiné, as ilhas próximas a leste desta última, e os arquipélagos até Fiji, incluindo ainda a Nova Caledónia;[3][4][5]
- a Micronésia, que agrupa os arquipélagos entre Palau e as ilhas Gilbert;[6]
- a Polinésia, que contém as ilhas mais periféricas, desde o Havai até Tonga, Pitcairn e a remota ilha da Páscoa.[7]